# Miris striatus
Miris striatus är en insektsart som först beskrevs av Carl von Linné 1758.  Miris striatus ingår i släktet Miris, och familjen ängsskinnbaggar. Arten är reproducerande i Sverige.

## Bildgalleri

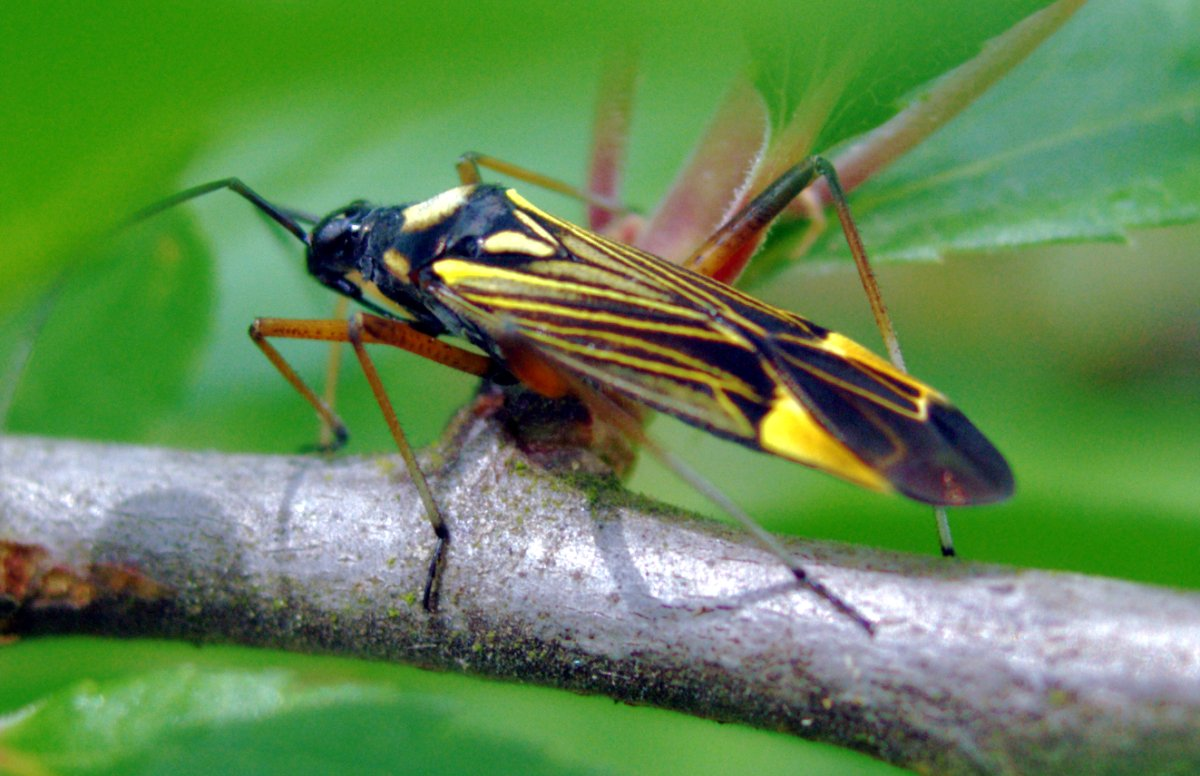
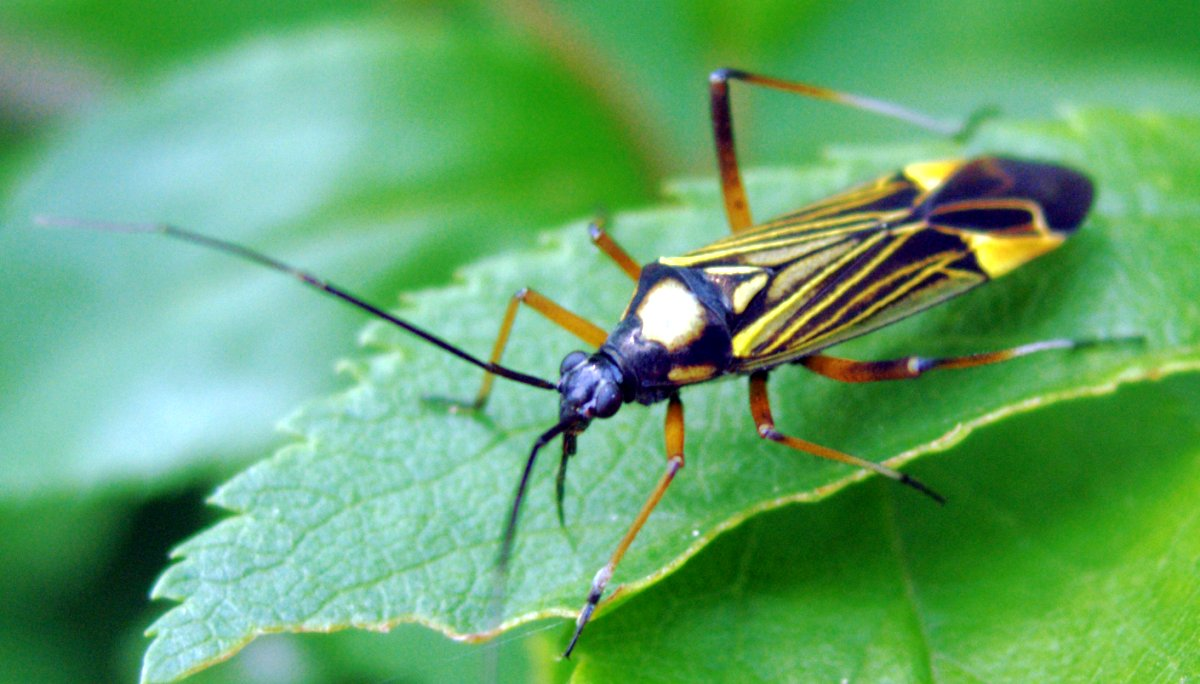
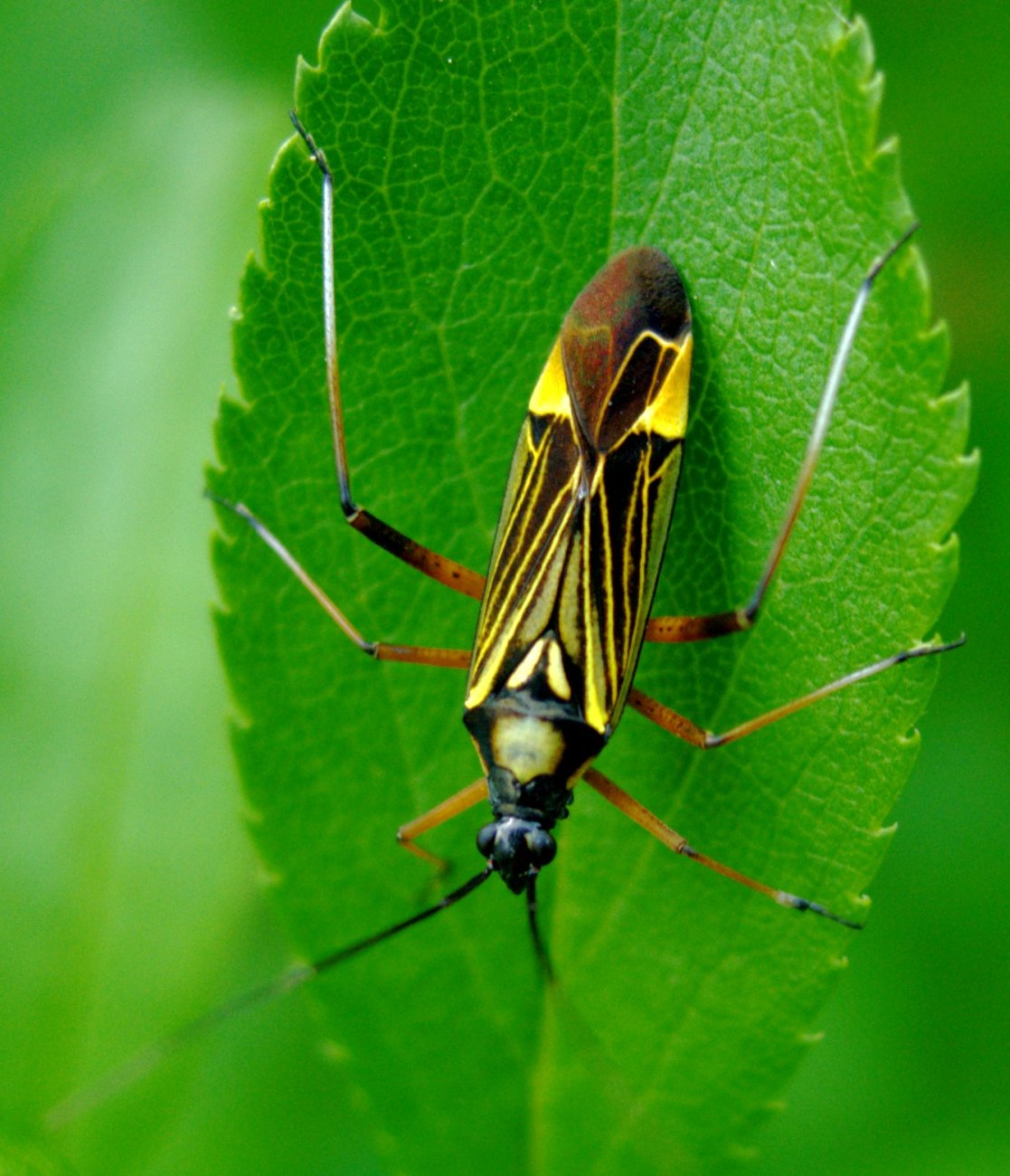
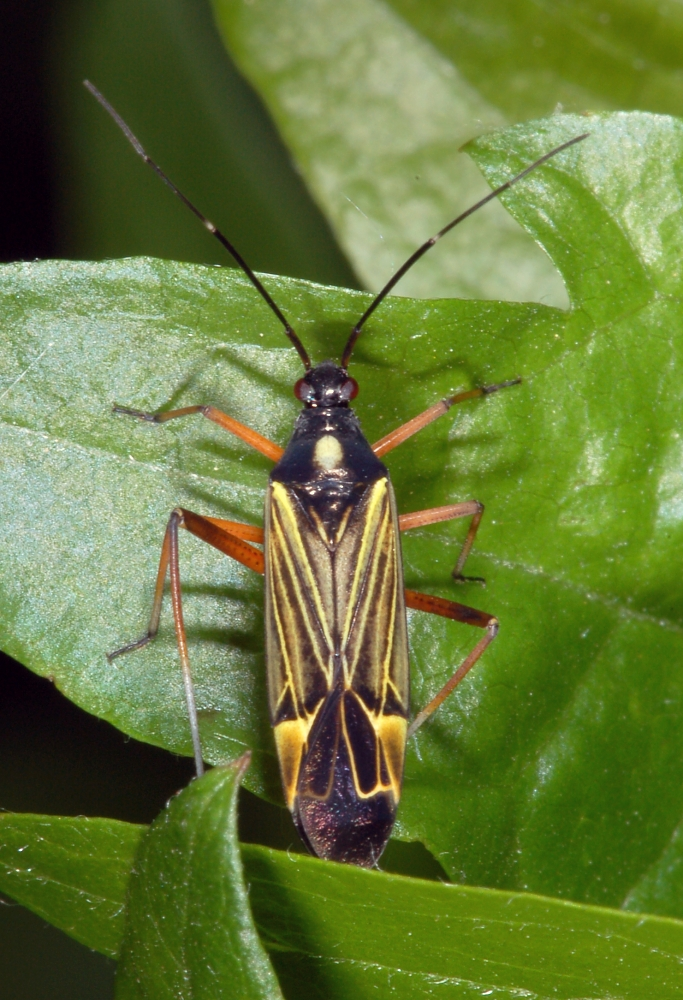